# Republic RC-3 Seabee

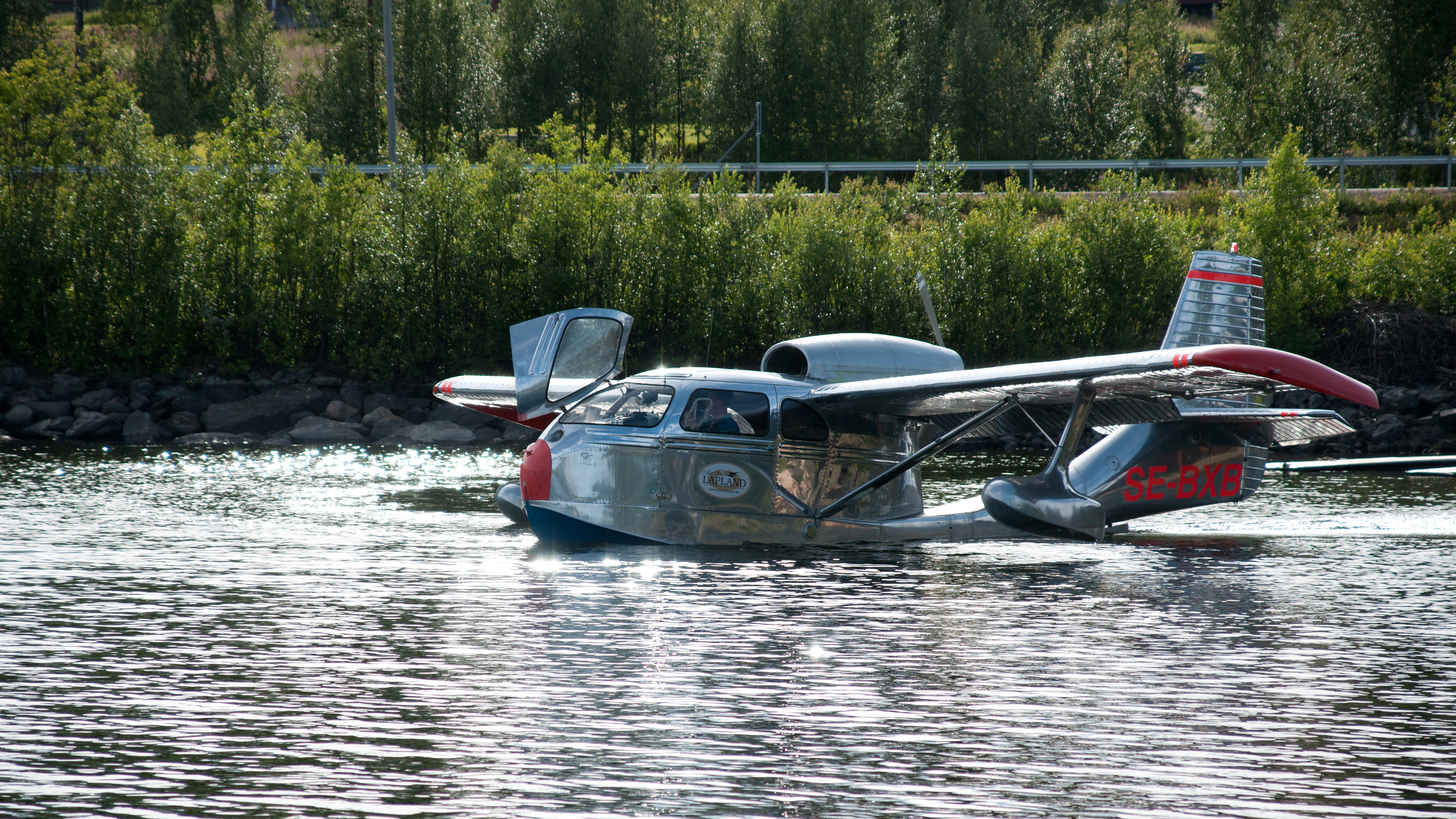
SE-BXB, ägd av Mitt i Lappland, vid Kyrkans fjällgård i Jäckvik i Hornavan, 2011

Republic RC-3 Seabee är ett amerikanskt amfibieflygplan i aluminium, som byggdes av Republic Aviation Corporation 1946–1947.

## Konstruktion och utveckling
Seabee konstruerades av Percival Hopkins Spencer (1897–1995). År 1937 arbetade han tillsammans med Sikorskyingenjören Vincent A. Larsen med att konstruera ett amfibieflygplan. Arbetet gick långsamt, och i september 1940 bröt Spencer upp för att grunda ett eget konstruktionsföretag. Arbetet resulterade för hans del i Spencer S-12 Air Car Amphibian. En tvåsitsig prototyp började byggas och provflögs i augusti 1941. S-12 Air Car var ett enmotorigt tygklätt amfibieflygplan och hade en originell lådlik kabin i framändan. Det var högvingat och hade en tvåbladig propeller i skjutande position, med en lång och smal stjärtbom. 
Under andra världskriget var Spencer testpilot på Republic Aviation Corporation till april 1943, då han började på Mills Novelty Company i Chicago i Illinois, ett företag som önskade utveckla Spencers Air Car. Spencer använde företagets träbearbetningsutrustning för att formge en ny äggformad  kabin till Air Car och förevisade den för Republic Aviation Corporation, som köpte tillverkningsrätten i december 1943 och omedelbart började utveckla en aluminiumversion. Det första exemplaret provflögs i november 1944, med Spencer vid spakarna.
I slutet av 1944 hade Republic fått närmare 2 000 beställningar från civilpersoner. Flottan och armén placerade också var sin order, vilka dock annullerades i september 1945 efter krigsslutet.

### Produktion
Republic ansträngde sig för att bygga ett billigt flygplan, bland annat genom att eliminera vad man kunde av inte helt nödvändig utrustning.
Prototypen blev färdig i november 1944 i Republic Aviation Corporations fabrik i East Farmingdale på Long Island i delstaten New York och gjorde sin jungfruflygning med Spencer som pilot. 
I december 1945 köpte Republic Aviation företaget Aircooled Motors, som tillverkade Franklin-motorn i syfte att bygga motorer för Seabee.  
I mars 1946 var det första serietillverkade flygplanet färdigt och i juli 1946 skedde den första leveransen.
I oktober 1947 meddelade Republic Aviation Corporation att företaget avsåg att upphöra med produktionen med hänvisning till att fabrikslokalerna behövdes för tillverkning av andra flygplan. Den verkliga anledningen var dock att försäljningen nästan var nere i noll och att produktionen sedan juni 1947 redan hade stoppats tills vidare i avvaktan på nya order. Sammanlagt tillverkades 1.060 Seabee, vilket i och för sig var en bra siffra jämfört med många konkurrenters produktionstal. Endast Piper Aircraft med sin billiga och långlivade Cub och Piper Super Cub, Beechcrafts Bonanza samt Cessnas Cessna 140 och Cessna 120 såldes i större antal än Seabee. Republic Aviation Corporation sålde sin sista nytillverkade Seabee 1948. Vid denna tidpunkt hade företaget åter koncentrerat sig på att producera stridsflygplan.

## Seabee i Sverige
Av 1 060 producerade flygplan såldes 108 på export, varav många till Sverige och Norge. I Sverige fanns – och finns fortfarande – fler Seabee än i något annat land förutom USA och Kanada. Ostermans Aeros chef Lennart Osterman besökte Republic Aviations fabrik och bekantade sig med den första prototypen hösten 1945, och företaget fick generalagenturen för Sverige. Den första Seabee som köptes av Ostermans, med produktionsnummer 109 och svenskt registreringsnummer SE-AXA, levererades i november 1946. Särskilt stor användning kom Seabee att ha för fjällvärlden i Norrland. Flygföretag med Seabee i sin flotta var bland andra  Eskilstunaflyg, Fiskflyg, Jämtlands Aero, Lapplandsflyg och Ostermans Aero.  
År 2006 fanns fortfarande fler än 250 Seabee registrerade och i flygvärdigt skick i världen. I början av 2000-talet fanns omkring fem Seabee bevarade i Sverige (SE-AXG, SE-AXM, SE-AXR, SE-BXB, SE-IIO och SE-KRR).

## Bildgalleri

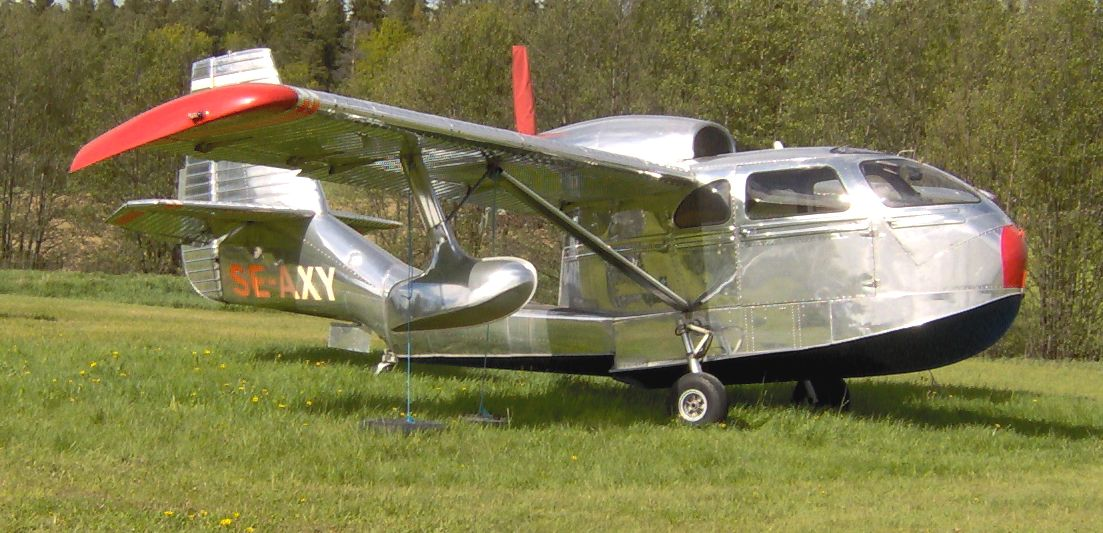
Seabee SE-AXY, importerad till Sverige av Ostermans Aero 1947. Flugen av Ostermans Aero och från 1954 av Fiskflyg i Porjus, fotograferad 2006
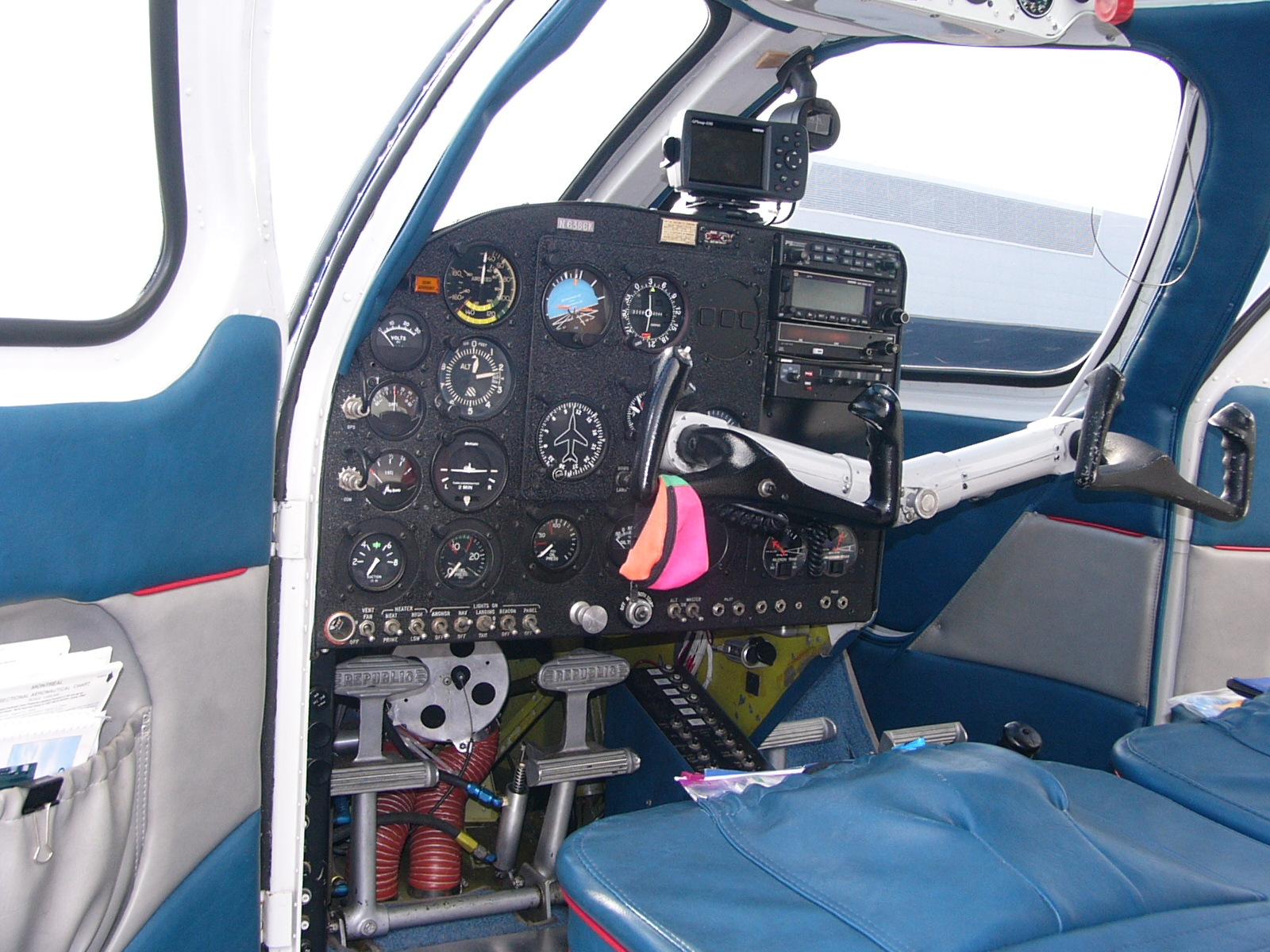
Instrumentpanel och cockpit
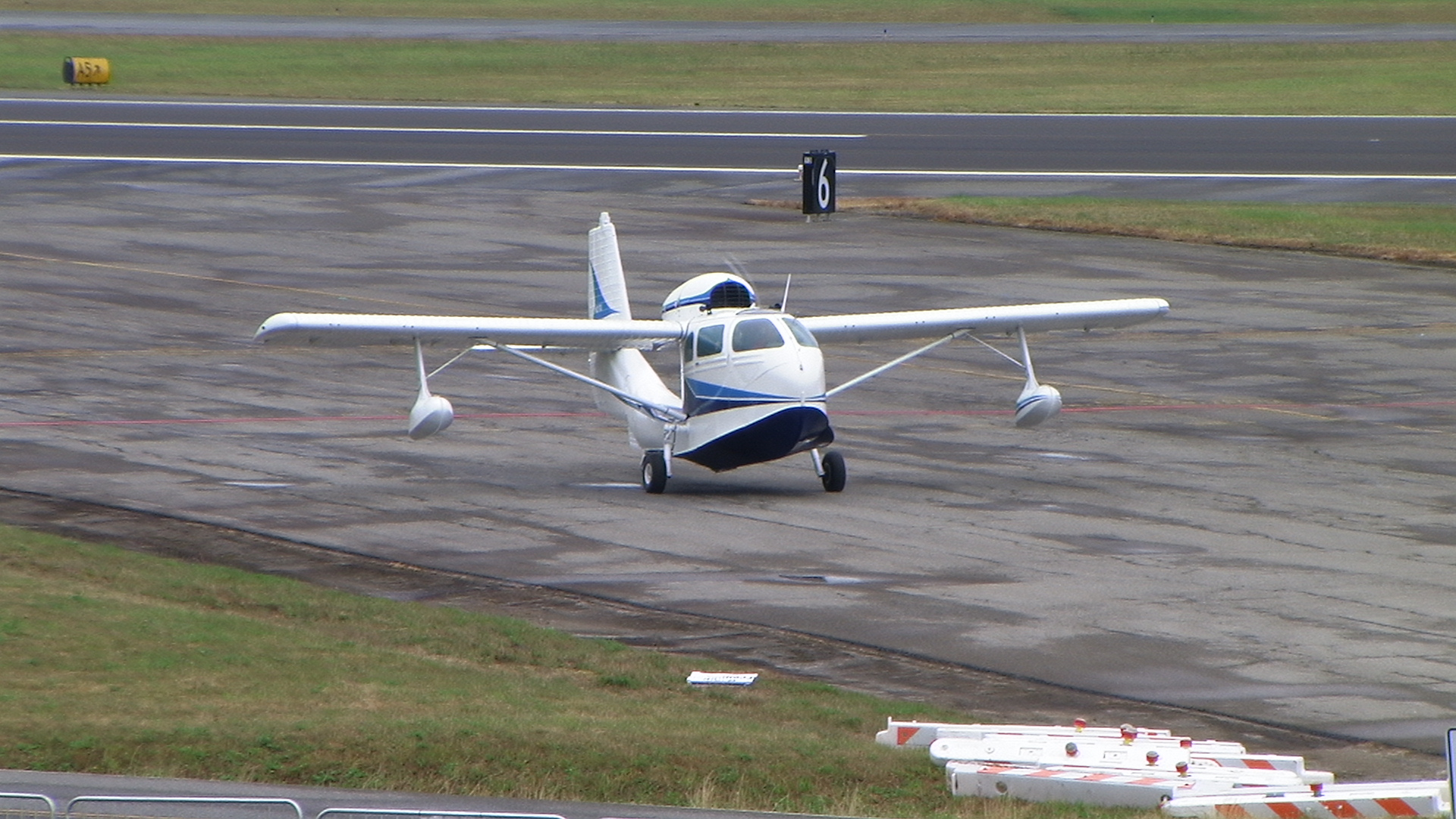
Seabee på landningsbana
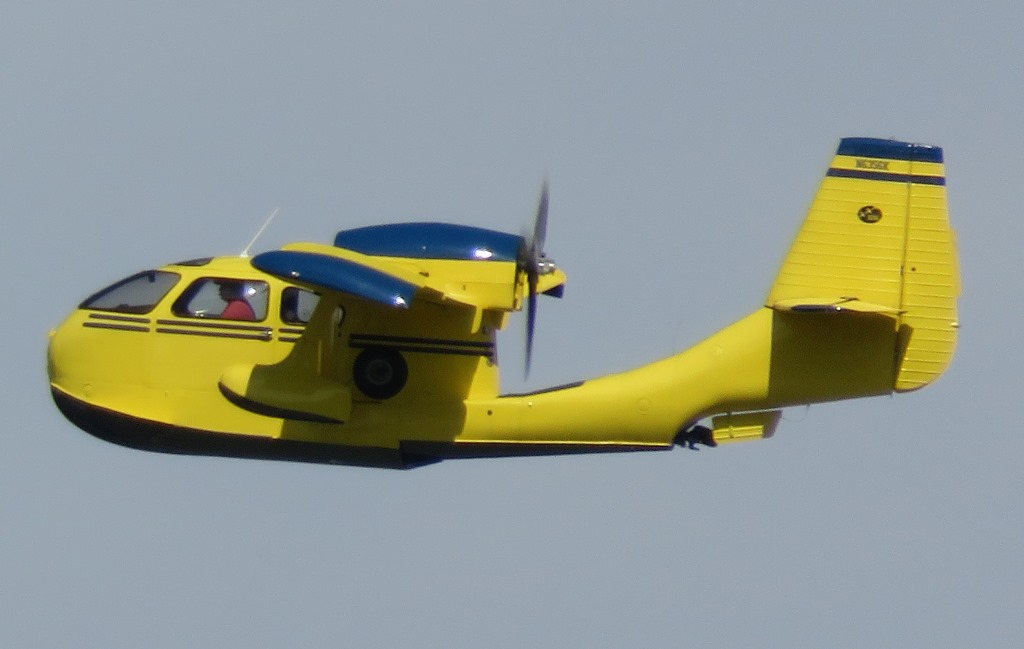
Seabee i luften med infällda landningsställ